# Jiang Yuyuan

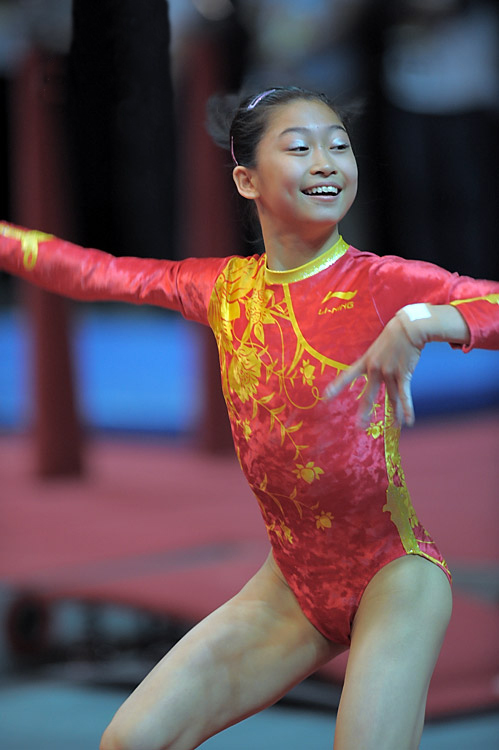
Jiang Yuyuan bei einer Turnshow in Hongkong 2008

Jiang Yuyuan (* 1. November 1991 in Liuzhou) ist eine chinesische Turnerin.
Bei den Olympischen Sommerspielen 2008 gewann sie mit ihren Teamkolleginnen Gold im Mannschaftsmehrkampf. Bei den Turn-Weltmeisterschaften 2007 gewann Jiang ebenfalls im Mannschaftsmehrkampf die Silbermedaille.
Yuyuan gewann beim Weltcup 2007 in Shanghai die Goldmedaille, 2008 in Madrid die Silbermedaille und 2007 die Bronzemedaille.